# Коротково (Красночикойський район)
Коротко́во (рос. Коротково) — село у складі Красночикойського району Забайкальського краю, Росія. Адміністративний центр Коротковського сільського поселення.

## Населення
Населення — 515 осіб (2010; 575 у 2002).
Національний склад (станом на 2002 рік):
- росіяни — 98 %